# Luis Bardají López
Luis Bardají López (Tarragona, 14 de maig de 1880 - Badajoz, 16 de març de 1942), fou un advocat i polític espanyol, que va ser ministre d'Instrucció Pública i Belles Arts durant la Segona República Espanyola.

## Biografia
Fill d'un funcionari d'Hisenda, es va traslladar amb el seu pare a Madrid, on es llicencià en dret a la Universitat Central de Madrid. El 1902 va ingressar al Cos d'Advocats de l'Estat, i fou destinat primer a Tarragona i després a Badajoz fins al 1925.
Membre del Partit Republicà Radical, va ser diputat per la circumscripció de Badajoz a les eleccions de 1933 i a les de 1936. Va ser ministre d'Instrucció Pública i Belles Arts al govern que, entre el 29 d'octubre i el 14 de desembre de 1935, va presidir Joaquín Chapaprieta Torregrosa. L'esclat de la guerra civil el va sorprendre de vacances a Portugal. Quan tornà a Espanya continuà exercint com advocat fins a la seva mort.
Va ser sogre d'Adolfo Díaz-Ambrona Moreno, ministre d'Agricultura, Pesca i Alimentació i avi d'Adolfo Díaz-Ambrona Bardají fundador i primer president del Partit Popular d'Extremadura.